# Hugo Benno Ferdinand Naglo
Hugo Benno Ferdinand Naglo (* 24. Juli 1836 in Königshütte; † 19. April 1892 in Frankfurt am Main) war preußischer Generalmajor und zuletzt Kommandeur der 42. Infanteriebrigade.

## Leben

### Herkunft
Seine Eltern waren der Direktor der Laurahütte Moritz Naglo († 27. Mai 1877) und dessen Ehefrau Lina, geborene Harnisch († 12. Januar 1872). Der Industrielle Emil Naglo war sein Bruder.

### Laufbahn
Er erhielt seine Schulbildung auf dem Friedrichsgymnasium in Breslau. Nach seinem Abschluss ging er am 26. September 1853 als Füsilier in das 19. Infanterieregiment. Dort wurde er am 1. April 1854 zum Unteroffizier, am 9. Februar 1856 zum Seconde-Lieutenant befördert. Vom 20. August bis zum 24. November 1859 war er in das 3. Garde-Landwehrregiment abkommandiert, wo er in das III. Bataillon nach Lissa kam. Er wurde am 23. Juli 1861 zum Premier-Lieutenant befördert und am 19. Juni 1865 zur Vertretung des Platzmajors nach Koblenz abkommandiert. Während des Deutschen Krieges war er vom 9. Mai bis zum 23. September 1866 als Kompanieführer in das Ersatzbataillon abkommandiert. Nach dem Krieg kam er am 13. Dezember 1866 als Hauptmann und Kompanieführer in das 19. Infanterieregiment.
Während des Deutsch-Französischen Krieges befand er bei den Belagerungen von Metz und Peronne. Ferner kämpfte er bei Noisseville und St. Quentin sowie den Gefechten bei Chieulles, Rupigny, Les Tapes, Belleve, Woippy und Maizieres. Bereits am 20. September 1870 erhielt er das Eiserne Kreuz II. Klasse und am 16. April 1871 das Eiserne Kreuz 1. Klasse.
Nach dem Krieg wurde er am 11. Januar 1877 zum Major befördert und in das  Regiment aggregiert. Anschließend wurde er am 16. September 1879 in das 68. Infanterieregiment versetzt, wo er Kommandeur des I. Bataillons wurde und am 12. Februar 1884 den Charakter als Oberstleutnant erhielt. Am 4. Juli 1884 bekam er sein Patent als Oberstleutnant und am 11. November 1884 kam er als etatmäßiger Stabsoffizier in das 98. Infanterieregiment. Vor dort wurde er am 17. April 1888 als Oberst und Kommandeur in das 70. Infanterieregiment versetzt. Er blieb dort bis zum 14. Oktober 1890, an dem er als Generalmajor und Kommandeur in die 42. Infanteriebrigade versetzt wurde. Am 19. September 1891 wurde er mit dem Roten Adlerorden II. Klasse mit Eichenlaub ausgezeichnet.

### Familie
Naglo heiratete am 8. Januar 1860 in Hamburg-Eppendorf Harriet Christine Carr (* 8. November 1837; † 1927). Das Paar hatte mehrere Kinder:
- Lina (* 17. Oktober 1860; † 8. Juni 1883)
- Robert Eduard Hugo (* 31. August 1861)
- Bernhard (* 10. Januar 1863; † 24. Juni 1868)
- Hugo (* 29. Oktober 1865; † 22. August 1868)
- Moritz (* 24. August 1867)
- Emil (* 15. Februar 1869; † 22. März 1881)
- Harriet (* 24. Oktober 1870)
- Elsa (* 28. Oktober 1881; † 16. Dezember 1886)